# Henryk z Łajs
Henryk z Łajs, właściwie Henryk von Leysen – zasadźca drugiej lokacji Wartemborka (dzisiejsze Barczewo) i jego pierwszy sołtys oraz zasadźca wsi Skajboty. Pochodził ze znanej rodziny von Leysen, mającej ogromne zasługi w kolonizacji Warmii. 
Jego dziadek - Marcin z Marchii (Martino dicto de Marchia), przybył do Prus z Hrabstwa Mark z Wesfalii. W roku 1304 Martin został zasadźcą, a następnie dziedzicznym sołtysem wsi Łajsy (Leysen) koło Pieniężna założonej przez kapitułę warmińską w podległym jej komornictwie melzackim (pieniężnieńskim) w północnej Warmii. Ojciec Henryka - Geriko piastował urząd sołtysa po swym ojcu. Brat Henryka, Jan z Łajs, był zasadźcą Olsztyna.

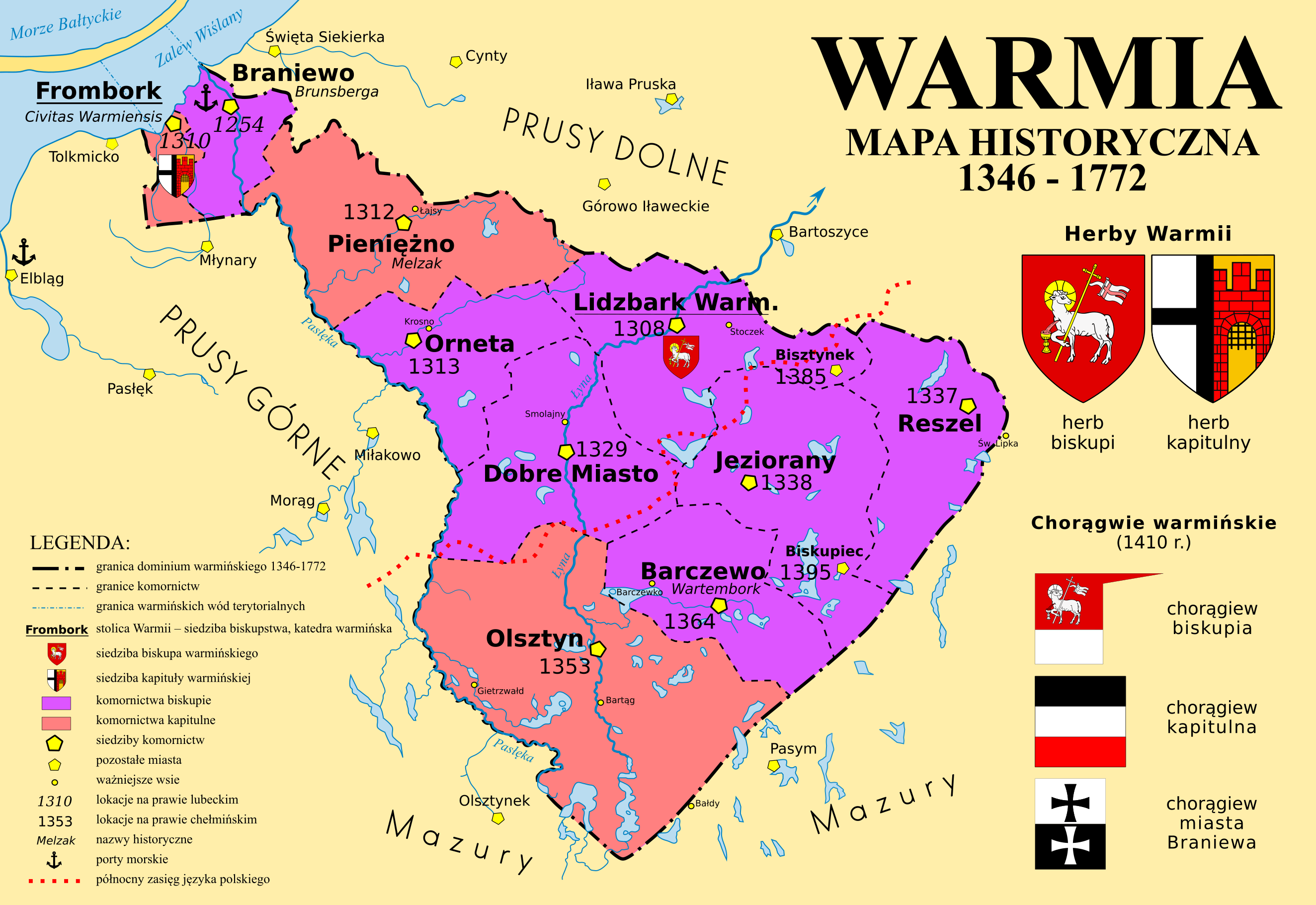
Mapa historyczna Warmii. Zaznaczono wieś Łajsy i granice komornictw.

Wyznaczenie Henryka na zasadźcę Wartemborka odbyło się za zgodą kapituły katedralnej, gdzie wymieniony został w przywileju miejskim opartym na prawie chełmińskim. Kiedy 6 stycznia 1354 roku po najeździe Litwinów przestało istnieć pierwsze miasto Wartberg, założenie nowego miasta w innym miejscu biskup warmiński Jan Stryprock powierzył Henrykowi z Łajs (6 czerwca 1364 r.).  Wartburg (przez ludność polskojęzyczną zwany Wartembork,  prawa miejskie otrzymało 4 lipca 1364 roku, z rąk biskupa warmińskiego Jana Stryprocka. Dokument oprócz granic gminy miejskiej i wysokości czynszów, określał też prawa i obowiązki zasadźcy. Henryk z Łajs był pierwszym zasadźcą, a później pierwszym sołtysem miasta. Osadę lokowano nie „na surowym korzeniu”, ale w miejscu zasiedlonym uprzednio przez Prusów. Prawdopodobnie przy sporządzaniu planu zabudowy miasta pomagał mu jego brat Jan z Łajs. Układ miasta oparto na planie regularnego prostokąta z układem ulic w formie szachownicy. W centralnej części z początku znajdował się rynek miejski ze studnią pośrodku, gdzie później stanął ratusz, wokół którego umiejscowiły się kamieniczki mieszczan. Zgodnie z założeniami aktu lokacyjnego w północno-wschodniej części usytuowano zamek biskupi. Obok zamku kościół farny św. Anny i Szczepana, dalej na wschód klasztor Franciszkanów z kościołem św. Andrzeja Apostoła.
Historycy przypisują Henrykowi z Łajs cechy przywódcze, dobrego organizatora i człowieka konsekwentnego w swoim działaniu, jak także zasobnego w gotówkę. Wszystkie jego przedmioty musiały być na tyle widoczne, by wzbudzały zaufania zwierzchników. Musiał się sprawdzać nie tylko jako organizator ale również jako zarządca, za co później otrzymał dziedziczne sołectwo miasta Barczewa.
Henryk z Łajs zapewne musiał być wysoko ceniony przez biskupa Jana Stryprocka, który to powierzył mu również urząd zasadźcy wsi Skajboty.
Kiedy w 1380 roku pożar zniszczył znaczną część drewnianej zabudowy miasta, miasto znacznie zostało rozbudowano. Z czasem doszło do takiej świetności, że po 42 latach, w 1406 roku radę miejską było stać wykupić dziedziczny urząd sołtysa (dla porównania, Olsztyn dokonał tego dopiero w 1500 roku). Od tego roku gród nad Pisą miał już rajców i burmistrza z wyboru.